# Beatmaker
Un beatmaker (littéralement « faiseur de rythme » ou un concepteur rythmique au Québec), est un compositeur de morceaux instrumentaux pour rap, hip-hop ou RnB contemporain.

## Histoire

### Origines et débuts

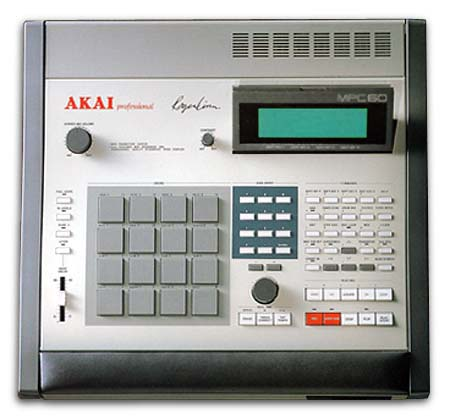
Akai MPC60.

Un beatmaker est un « faiseur de sons », un « producer » en anglais, qui compose des rythmes (des « beats » dans le domaine du hip-hop). À l'origine, la plupart des groupes de rap disposent de leur propre beatmaker. Mais qu'ils produisent des sons pour d'autres ou pour leur groupe, le plus souvent, ceux-ci ne sont ni cités ni crédités.
Avec l'explosion du rap dans les années 1990, le statut s'améliore, ainsi que les rémunérations. Le développement d'internet permet aux beatmakers de mieux se faire connaitre et d'obtenir une plus large diffusion, même s'ils restent la plupart du temps dans l'ombre. La reconnaissance du milieu pour le beatmaker vient principalement de la présence d'une partie instrumentale de sa création sur un morceau renommé, voire idéalement sur un tube, même si en définitive la partie rythmique créée par le beatmaker est parfois largement transformée.
Plusieurs artistes ayant fait une carrière en leur nom sont à ranger dans cette profession, tels J Dilla, Mike Will Made It, Murda Beatz, WondaGurl, Dr. Dre, Timbaland, Hit-Boy, Diplo,, Rvssian (en) ou Yoel Henriquez. Le marché américain est bien plus mature pour cette profession et le statut de beatmaker y est pleinement reconnu. La réussite d'un beatmaker transforme parfois sa carrière et il devient producteur de musique, participant à plusieurs étapes de la réalisation d'un morceau ou d'un disque. C'est le cas en France de Dany Synthé qui obtient une Victoire de la musique en 2023 pour son travail sur le tube Sapés comme jamais ou de Tarik Azzouz qui remporte le Grammy Award de la meilleure performance Rap mélodique lors de la 62e cérémonie des Grammy Awards en 2020 pour le titre Higher (en) de DJ Khaled en featuring avec Nipsey Hussle et John Legend.
Les sources d'inspiration des beatmakers sont multiples, du jazz, soul, blues, ou même musique classique,. Certains ont un passé de disc jockey avant de passer à la création de sons ou l'inverse : la légitimité et la reconnaissance publique du beatmaker peuvent être apportées par ses activités annexes. De nos jours, la technologie numérique a remplacé l'usage des disques vinyles, les beatmakers utilisant un ordinateur avec des logiciels spécifiques comme Ableton Live ou FL Studio et autres appareils tel les dérivés du Akai MPC,.

### Époque contemporaine
Avec l'arrivée de la trap et de la drill dans les années 2010, le statut de beatmaker explose en Europe, notamment au Royaume-Uni et en France. Sur internet, le contenu coule à flots et le concept de type beat apparaît.
Au-delà du rap, du hip-hop et du RnB contemporain, il arrive aussi que l’appellation de beatmakers concerne les producteurs de musiques électroniques comme l'EDM, la dubstep, l'electroswing, la future bass, la trance ou encore la synthwave, voire parfois les « ghost producers ».